# Passiflora zamorana
Passiflora zamorana Killip – gatunek rośliny z rodziny męczennicowatych (Passifloraceae Juss. ex Kunth in Humb.). Występuje endemicznie w południowo-wschodnim Ekwadorze.

## Rozmieszczenie geograficzne
Rośnie endemicznie w południowo-wschodnim Ekwadorze w prowincji Zamora-Chinchipe, w okolicy miasta Achupallas między Yangana a Valladolid.

## Morfologia
PokrójZdrewniałe, trwałe, owłosione liany.
LiściePotrójnie klapowane, skórzaste, sercowate. Mają 6,5-7,4 cm długości oraz 8–9,5 cm szerokości. Ząbkowane, z ostrym wierzchołkiem. Ogonek liściowy jest owłosiony i ma długość 25 mm. Przylistki są owalny lub lancetowaty o długości 13 mm.
KwiatyPojedyncze. Działki kielicha są podłużne, mają 6-6,5 cm długości. Płatki są podłużne, mają 6-6,5 cm długości.
OwoceMają prawie kulisty kształt. Mają 1,7–2,1 cm długości i 1,4–1,8 cm średnicy. Są żółtopomarańczowe.

## Biologia i ekologia
Występuje w wyższym lesie andyjskim na wysokości 2500 m n.p.m. Gatunek jest znany tylko z dwóch opisanych zbiorów.

## Ochrona
W Czerwonej księdze gatunków zagrożonych został zaliczony do kategorii EN – gatunków zagrożonych wyginięciem. Niszczenie siedlisk jest jedynym zagrożeniem.